# Exacum linearifolium
Exacum linearifolium là một loài thực vật có hoa trong họ Long đởm. Loài này được (Humbert) Klack. mô tả khoa học đầu tiên năm 1985.